# Echte Limette
Die Echte Limette (Citrus × aurantiifolia), auch Saure Limette oder Mexikanische Limette genannt, ist eine Pflanzenart aus der Gattung der Zitruspflanzen in der Familie der Rautengewächse (Rutaceae). Das aus dem Französischen kommende Wort Limette bedeutet kleine Limone (= Zitrone).

## Beschreibung
Die Frucht dieser Pflanze wird ebenfalls „Echte Limette“ genannt; sie ist kleiner als die Gewöhnliche Limette, oft nur so groß wie ein Tischtennisball, und enthält im Gegensatz zur Gewöhnlichen Limette viele Samen. Die Schale der reifen Frucht ist gelb, jedoch wird sie für den Handel meistens grün und unreif gepflückt. Citrus × aurantiifolia wächst als kleiner, stark verzweigter, dorniger Busch mit dünneren Trieben als Citrus × latifolia. 
In Thailand wird eine Form der Citrus × aurantiifolia angebaut, die sich in der Fruchtform (Grapefruitform in Tischtennisballgröße) und der Anzahl der Fruchtsegmente (bis zu 13) von der Normalform unterscheidet.
Das Blatt ist in der Form ähnlich der Pomeranze Citrus aurantium, woher auch der Name aurantiifolia stammt, jedoch etwas kleiner.
Die Blüten sind etwas kleiner als die Citrus × latifolia und rein weiß, die Blütenknospen werden bei starker Sonneneinstrahlung etwas violett.
Die Chromosomenzahl beträgt 2n = 18.

## Kultur
Die Pflanze stammt aus tropischen Regionen und macht keine Winterruhe, weswegen sie auch schwer in Kübelkultur zu halten ist.

## Nutzung
Wie auch die Gewöhnliche Limette wird sie vor allem zur Gewinnung von Saft und ätherischen Ölen verwendet. In Florida wird sie für die dort beliebte Key Lime Pie verwendet. Ein bekanntes alkoholisches Mixgetränk auf der Basis von Limetten ist der brasilianische Cocktail Caipirinha. Getrocknete Limetten werden in den Golfstaaten als Loomi bezeichnet und dienen als Gewürz.

## Sonstiges
Eine 1909 von Walter Tennyson Swingle geschaffene Kreuzung der Echten Limette mit der Kumquat ist die Limequat (Citrus × floridana).